# Eva Luca Klemmt
Eva Luca Klemmt (* 3. Mai 1982 in Hannover) ist eine deutsche Schauspielerin und Model.

## Leben
Von 2007 bis 2008 machte Eva Luca Klemmt eine Ausbildung an der Filmschauspielschule Studio of Young Artists in Hamburg und schloss als Jahrgangsbeste ab. Danach nahm sie von 2008 bis 2009 Schauspielunterricht in Frankfurt am Main und von 2009 bis 2010 Sprechunterricht in Wiesbaden. Schließlich absolvierte sie verschiedene Schauspielkurse.
Von Mai bis Oktober 2011 spielte sie in der ARD-Seifenoper Verbotene Liebe die Nebenrolle der Theresa Erzberger. Zuvor war sie bereits in Werbefilmen der Deutschen Bahn und der Stadtwerke Duisburg zu sehen sowie als Model für L’Oréal, Nike, Esprit, Neckermann und smart tätig gewesen. 2017 spielte sie die Hauptrolle der Lehrerin Frau Sommerfeld im Serienpilot „Meine Klasse, voll das Leben“ und hatte eine Rolle bei Alarm für Cobra 11 – Die Autobahnpolizei. 2018 war sie im Kinofilm Klassentreffen 1.0 zu sehen.
Klemmt wohnt in Köln.

## Filmografie
- 2008: Chewing Gum (Kurzfilm)
- 2008: Morgen berühmt (Kurzfilm)
- 2008: 25 Cent (Kurzfilm)
- 2008: Grenzgänger (Kinofilm)
- 2009: Der Staatsanwalt
- 2010: Lilli (Kurzfilm)
- 2011: Wilsberg – Tote Hose
- 2011: Drei (für die KHM Köln)
- 2011: Im Widerschein (für die KHM Köln)
- 2011: Verbotene Liebe
- 2012: Der schwarze Regenbogen (Kurzfilm)
- 2015: Frauenherzen (Sat1)
- 2015: Hammer und Sichel (BR)
- 2015: Voll Paula! (Kinofilm)
- 2017: Meine Klasse – Voll das Leben (Sat1)
- 2017: Alarm für Cobra 11 – Die Autobahnpolizei
- 2018: Klassentreffen 1.0 (Kinofilm)
- 2019: Tatort – Lakritz
- 2023: Reueschwur (Kurzspielfilm)
- 2023: Die Neue und der Bulle – Versteck am Fluss (TV-Film, Reihe, RTL)
- 2024: BFF – Best Family Forever (Serie, ZDFneo)
- 2024: Der Staatsanwalt (ZDF)

## Theater
- 2007: Krankheit der Jugend am Monsun-Theater in Hamburg